# Université de Niš
L'université de Niš (en serbe : Универзитет у Нишу / Univerzitet u Nišu) est une université située à Niš, en Serbie. Elle a été instituée en 1965 et est organisée en 14 facultés. L'actuel recteur de l'université est le professeur Dragan Antić,.

## Historique

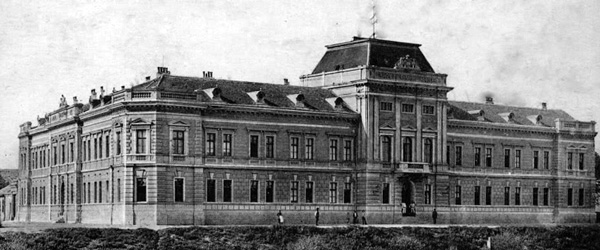
Le bâtiment de la Vieille administration.

En tant qu'établissement indépendant, l'Université de Niš a été créée le 15 juin 1965. Avant cette date, il existait un certain nombre de programmes d'enseignement supérieur dépendant de l'université de Belgrade : faculté de droit et d'économie, faculté de médecine et faculté de génie civil. Lors de sa création, elle disposait d'un personnel enseignant comptant 234 membres et 6 800 étudiants en suivaient les cours.
Le développement de l'université s'est effectué progressivement. En 1968, un département d'électronique a été créé. En 1970, la faculté de droit et la faculté d'économie ont été divisées en deux entités distinctes ; de même, issue du département de génie civil, la faculté d'électronique fut créée en 1970. En 1971, une faculté de philosophie fut créée, à l'époque composée de sept départements : mathématiques, physique, chimie, sociologie, psychologie, anglais et éducation physique ; ils furent complétés en 1987 par un département de langue et de littérature serbe. En 1979 a été établie la faculté de technologie et, en 1993, une faculté de formation des professeurs a été créée à son tour et installée à Vranje. En 1995, la faculté de génie civil a ouvert un département d'architecture. En 1998, un département d'histoire a été créé au sein de la Faculté de philosophie et, la même année, la faculté des beaux-arts et la faculté des arts appliqués de l'université des arts Belgrade ont ouvert des antennes dans la ville de Niš. D'autres développements ont encore eu lieu les années suivantes. C'est ainsi qu'en 1999 deux facultés, la Faculté des Sciences et des mathématiques et la faculté d'éducation physique, se sont séparées de la Faculté de philosophie et sont devenues autonomes et, en 2000, l'université de Niš s'est enrichie de six nouveaux départements : géographie, biologie (au sein de la faculté des sciences), philosophie, pédagogie, études slaves et balkaniques, Beaux-Arts (au sein de la faculté de philosophie). À partir de 2002, la faculté des beaux-arts fut établie, avec trois options : arts visuels, arts appliqués et musique.

## Architecture

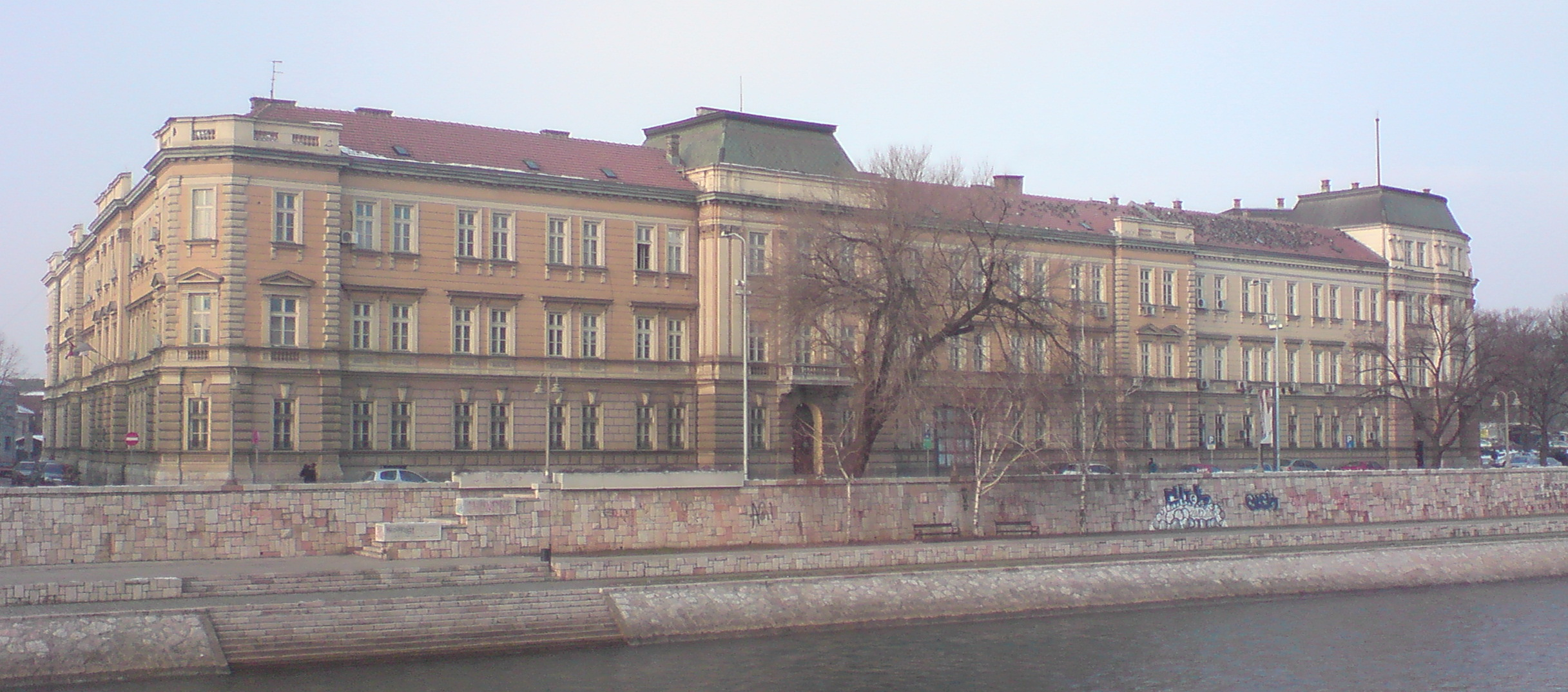
Vue de l'aile donnant sur la rivière Nišava.

Le bâtiment principal de l'université est inscrit sur la liste des monuments culturels de grande importance de la république de Serbie (identifiant no SK 333),,,.
L'édifice est situé 2 Kej Mike Paligorića, près de la forteresse de Niš ; il a été construit en 1886 par un architecte viennois non identifié pour abriter l'administration du district de Niš et l'administration de la police,. Lors de cette première phase de construction, il a été conçu comme un bâtiment à deux ailes, avec un rez-de-chaussée et un étage ; un second étage lui a été ajouté en 1930 son aspect actuel lui a été donné en 1935, selon un projet de l'architecte belgradois Petar Gačić, lorsqu'il a été modifié pour abriter les locaux de la banovine de la Morava, une province administrative du royaume de Yougoslavie,. Par son style, il est caractéristique de l'architecture éclectique,, avec une influence du style néo-Renaissance.
Aujourd'hui, le bâtiment, qui prend la forme d'un trapèze allongé, est constitué d'un haut rez-de-chaussée et de deux étages, avec une cour centrale,. Dans les parties supérieures, les façades, richement moulurées, sont dotées au premier étage de rangées de colonnes, de fenêtres surmontées de tympans triangulaires, de balcons avec des balustrades ; elles sont couronnées par une corniche,. L'angle de l'édifice forme une avancée accentuée, avec un porche d'entrée principal en demi-cercle,. L'intérieur, et en particulier la grande salle de réunion, était richement décoré et luxueusement meublé,.
Des travaux de conservation ont été réalisés par étapes, dans la période 1976-1977 et 1987-1988,.
Par sa position, par ses dimensions et par son style, l'édifice est considéré comme le bâtiment public le plus monumental et le plus majestueux de la ville,,.
En plus de l'université, il abrite aujourd'hui également l'Institut pour la protection du patrimoine de Niš,,.

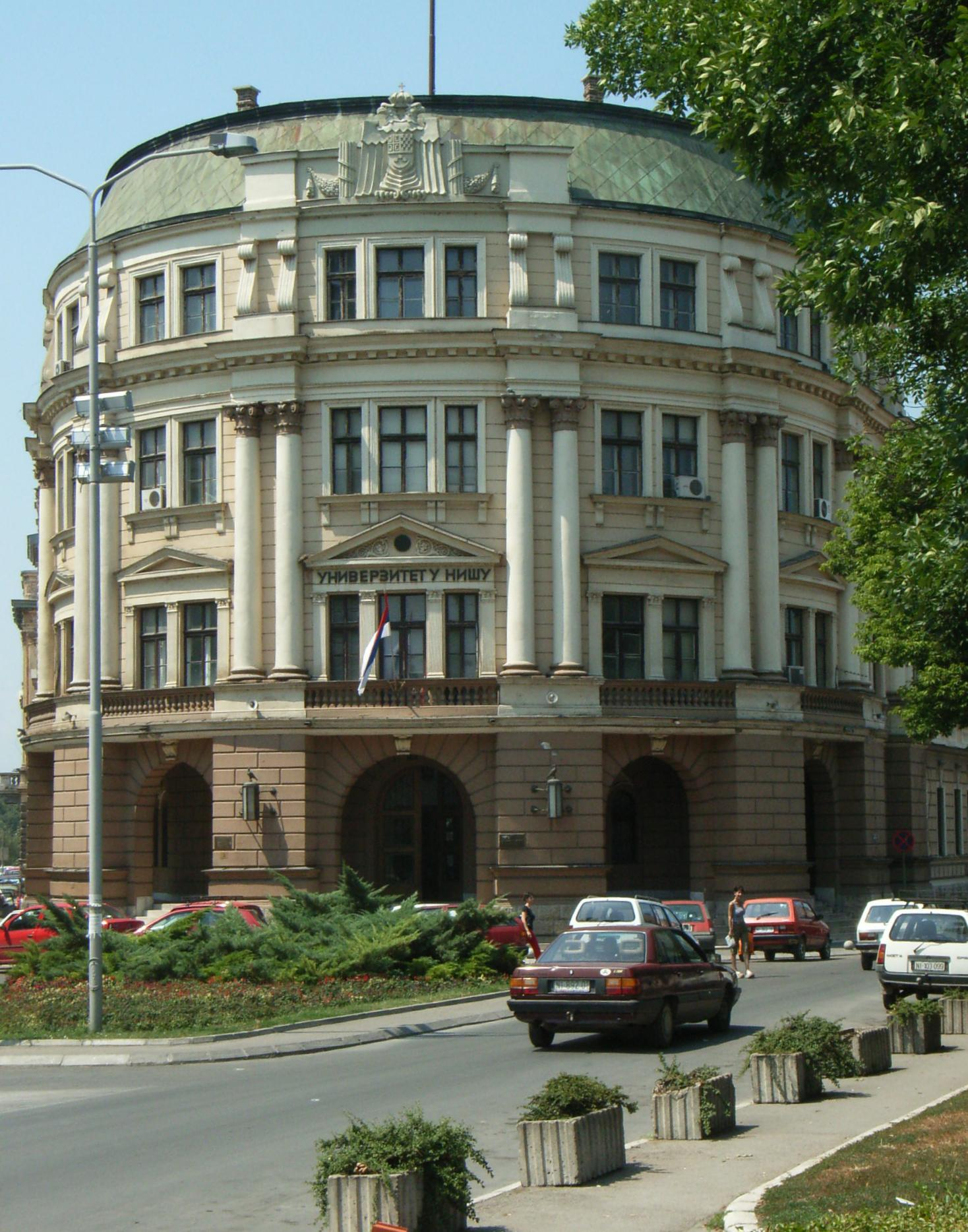
L'entrée du bâtiment.
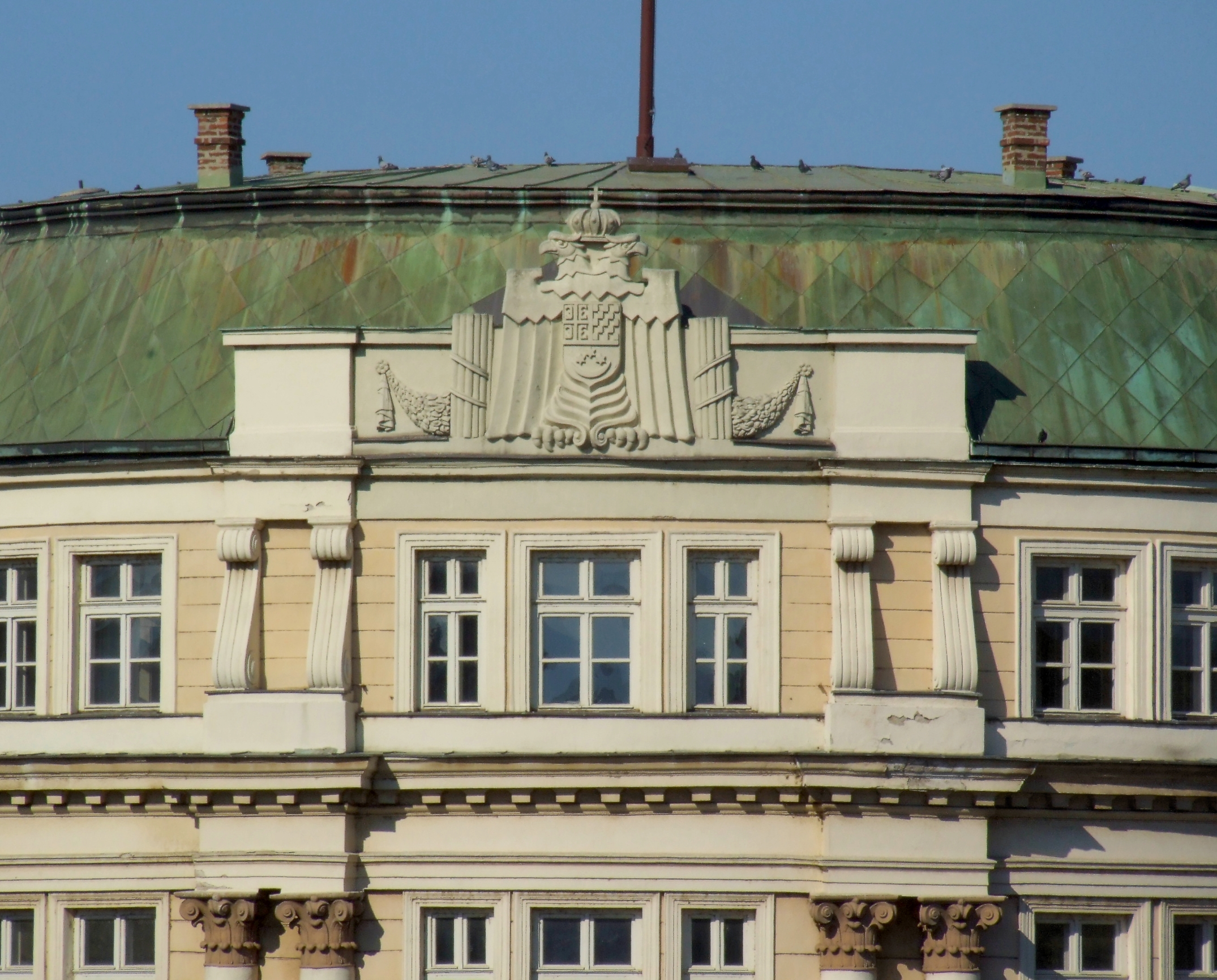
Détail de l'entrée, avec le blason du royaume de Yougoslavie.
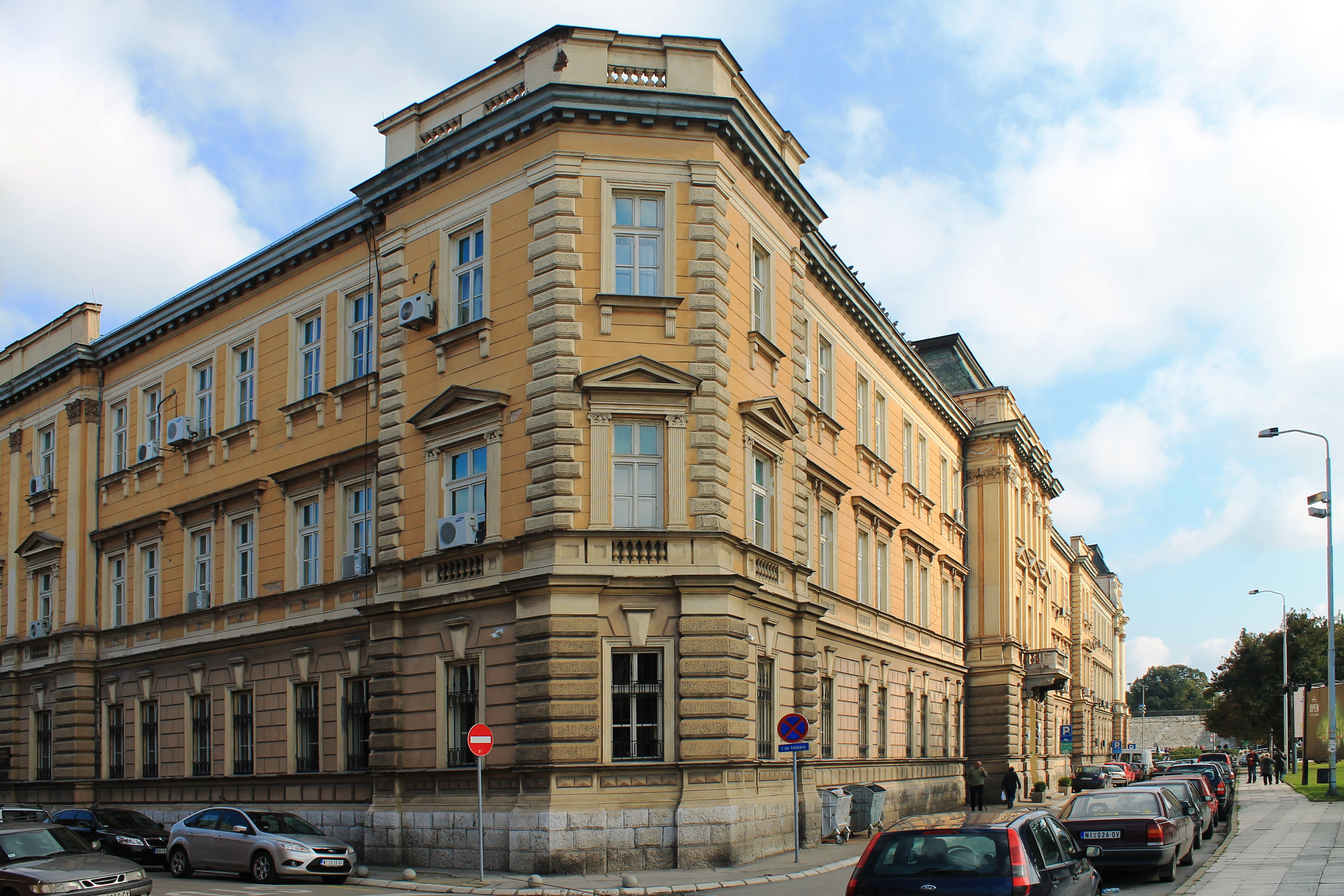
Autre vue du bâtiment.

## Facultés
L'université de Niš est aujourd'hui composée de 14 facultés :
- Faculté de génie civil et d'architecture, fondée en 1960[10].
- Faculté d'économie, fondée en 1960[11].
- Faculté de génie électronique, fondée en 1960[12].
- Faculté de génie mécanique, fondée en 1960[13].
- Faculté de médecine, fondée en 1960[14].
- Faculté de droit, fondée en 1960[15].
- Faculté de sport et d'éducation physique, fondée en 1971[16].
- Faculté de philosophie, fondée en 1971[17].
- Faculté de médecine du travail, fondée en 1972[18].
- Faculté de technologie, fondée en 1979 ; cette faculté est installée à Leskovac[19].
- Faculté de pédagogie, fondée en 1993 ; cette faculté est installée à Vranje[20].
- Faculté des sciences de la nature et des mathématiques, fondée en 1999[21].
- Faculté des Arts, fondée en 2002[22].
- Faculté d'agriculture, fondée en 2017 ; installée à Kruševac[23].

## Personnalités
- Božidar Popović (1913-1993), mathématicien, astronome et espérantiste serbe, y enseigne de 1963 à 1976.

### LIens externes
- Site officiel
- Ressources relatives à la recherche :   - Classement académique des universités mondiales
  - Financements européens
  - Global Research Identifier Database
- Notices d'autorité :   - VIAF
  - ISNI
  - LCCN
  - GND
  - Israël
  - Tchéquie
  - WorldCat